# Marin Čolak
Marin Čolak (ur. 4 marca 1984 roku w Zagrzebiu) – chorwacki kierowca wyścigowy.

## Kariera
Čolak rozpoczął karierę w międzynarodowych wyścigach samochodowych w 1999 roku od startów w EFDA Euroseries, gdzie jednak nie zdobywał punktów. W późniejszych latach Chorwat pojawiał się także w stawce Francuskiej Formuły Renault, Europejskiego Pucharu Formuły Renault 2000, Niemieckiej Formuły Renault, Niemieckiej Formuły 3, ADAC Volkswagen Polo Cup, SEAT Leon Supercopa Germany, Dutch Winter Endurance Series, World Touring Car Championship, SEAT Leon Eurocup, SEAT Leon Supercopa Spain, Alpe Adria Clio Cup oraz European Touring Car Cup
W World Touring Car Championship Chorwat startował w latach 2008-2009. Nigdy jednak nie zdobywał punktów. Podczas pierwszego wyścigu niemieckiej rundy w sezonie 2009 uplasował się na jedenastej pozycji, co było jego najlepszym wynikiem w mistrzostwach. W klasyfikacji kierowców niezależnych uplasował się odpowiednio na piętnastej i siódmej pozycji.